# Стаханово (Липецкая область)
Стаха́ново — деревня Измалковского района Липецкой области и Измалковского сельсовета.

## География
Деревня Стаханово расположена южнее деревни Мульгино и западнее урочища Засечка.
Через деревню проходят просёлочные дороги, имеется одна улица — Добрая.

## Население
| 2010 |
| ---- |
| 47   |